# Trofeo Guido Dorigo
Le Trofeo Guido Dorigo est une course cycliste italienne autour de Pieve di Soligo, en Vénétie. Créée en 1982, elle partie du calendrier international junior de l'UCI en catégorie 1.1J.

## Palmarès
| Année     | Vainqueur            | Deuxième                 | Troisième            |
| --------- | -------------------- | ------------------------ | -------------------- |
| 1982      | Fabrizio Santantonio | Renato Piccin            | Stefano Moroso       |
| 1983      | Mario Zille          | Andrea Bianchin          | Walter Battello      |
| 1984      | Fabrizio De Lazzeri  | Maurizio Renosto         | Ilario Scremin       |
| 1985      | Silvano De Noni      | Giovanni Missagia        | Giuseppe Gastaldello |
| 1986      | Andrea Tozzo         | Luca Grendene            | Mirco Fedrizzi       |
| 1987      | Michele Tozzo        | Claudio Camin            | Michelangelo Cauz    |
| 1988      | Luca Caldo           | Alessandro Bertolini     | Sergio Furlan        |
| 1989      | Andrea Lorenzi       | Marco Giannangeli        | Sauro Tallonini      |
| 1990      | Ivano Zuccotti       | Nicola Giacomazzi        | Gianni Bosin         |
| 1991      | Alessio Cancellier   | Mauro Zanella            | Guido Ceron          |
| 1992-1998 | Non disputé          | Non disputé              | Non disputé          |
| 1999      | Giairo Ermeti        | Bruno Bertolini          | Patrick Martini      |
| 2000      | Vladimir Gusev       | Andrea Curino            | Andrey Tchernikov    |
| 2001      | Antonino Mendolaro   | Francesco Failli         | Roman Eremine        |
| 2002      | Alexander Zhdanov    | Mauro Scarabello         | Mauro Santambrogio   |
| 2003      | Manuel Belletti      | Davide Pontiroli         | Giuseppe Cardamone   |
| 2004      | Simon Špilak         | Federico Masiero         | Robert Kišerlovski   |
| 2005      | Davide Malacarne     | Marco Benfatto           | Giorgio Brambilla    |
| 2006      | Marco Canola         | Enrico Magazzini         | Matteo Collodel      |
| 2007      | Non disputé          | Non disputé              | Non disputé          |
| 2008      | Simone Antonini      | Davide Gani              | Stefan Mair          |
| 2009      | Non disputé          | Non disputé              | Non disputé          |
| 2010      | Andrea Zordan        | Jan Polanc               | Simone Sterbini      |
| 2011      | Valerio Conti        | Martin Otoničar          | Matej Mohorič        |
| 2012      | Ludovico Longo       | Lorenzo Trabucco         | Giovanni Campagnolo  |
| 2013      | Lorenzo Fortunato    | Simone Velasco           | Lorenzo Rota         |
| 2014      | Riccardo Verza       | Rocco Fuggiano           | Tiziano Lanzano      |
| 2015      | Cosimo Bettiol       | Vadim Pronskiy           | Riccardo Verza       |
| 2016      | Felix Gall           | Matteo Donegà            | Tadej Pogačar        |
| 2017      | Aljaž Jarc           | Filippo Zana             | Giovanni Aleotti     |
| 2018      | Samuele Carpene      | Martin Marcellusi        | Alessio Acco         |
| 2019      | Antonio Tiberi       | Simone Raccani           | Alessandro Verre     |
| 2020      | Non disputé          | Non disputé              | Non disputé          |
| 2021      | Romain Grégoire      | Cian Uijtdebroeks        | Alessandro Romele    |
| 2022      | Maxence Place        | Matteo Scalco            | Leonardo Volpato     |
| 2023      | Paul Seixas          | Aubin Sparfel            | Andrea Bessega       |
| 2024      | Jakob Omrzel         | Lorenzo Finn             | Erazem Valjavec      |
| 2025      | Roberto Capello      | Julius Løvstrup Birkedal | Georgs Tjumins       |